# Los Fresnos (condado de Webb)
Los Fresnos es un lugar designado por el censo ubicado en el condado de Webb en el estado estadounidense de Texas. En el Censo de 2010 tenía una población de 67 habitantes y una densidad poblacional de 142,92 personas por km².

## Geografía
Los Fresnos se encuentra ubicado en las coordenadas 27°37′1″N 99°12′29″O / 27.61694, -99.20806. Según la Oficina del Censo de los Estados Unidos, Los Fresnos tiene una superficie total de 0.47 km², de la cual 0.47 km² corresponden a tierra firme y (0%) 0 km² es agua.

## Demografía
Según el censo de 2010, había 67 personas residiendo en Los Fresnos. La densidad de población era de 142,92 hab./km². De los 67 habitantes, Los Fresnos estaba compuesto por el 65.67% blancos, el 0% eran afroamericanos, el 0% eran amerindios, el 0% eran asiáticos, el 0% eran isleños del Pacífico, el 34.33% eran de otras razas y el 0% pertenecían a dos o más razas. Del total de la población el 98.51% eran hispanos o latinos de cualquier raza.